# Yoshiyuki Matsuoka
Yoshiyuki Matsuoka (em japonês:松岡義之; 6 de março de 1957) é um judoca japonês aposentado..
Matsuoka ganhou a medalha de ouro na divisão masculina de meio-leve (‍-‍65 kg), depois de ter derrotado o sul-coreano Hwang Jung-Oh na final por Seoi Nage. Treinou com o 4 vezes campeão mundial Shozo Fujii (1971-1979).
Desde 2007, Matsuoka é treinador do clube de judo Komatsu Limited. Entre os seus alunos contam-se os campeões mundiais e medalhados olímpicos Ayumi Tanimoto, Miku Tashiro e Tsukasa Yoshida.